# Joannes
Ioannes được biết đến trong tiếng Anh với tên gọi Joannes, là Hoàng đế Tây La Mã đồng thời là kẻ cướp ngôi vua La Mã (423–425) nhằm chống lại Hoàng đế chính danh Valentinian III.

## Tiểu sử

### Thời kỳ trị vì
Sau cái chết của Hoàng đế Honorius (27 tháng 8 năm 423), Theodosius II, người cai trị còn lại của Dòng họ Theodosius do dự trong thông báo cái chết của người chú. Trong thời kỳ đứt quãng ấy, một viên quý tộc của Honorius là Castinus, đưa Joannes lên ngôi Hoàng đế của Đế chế Tây La Mã vào ngày 27 tháng 8 năm 423.
Joannes là một notariorum primicerius (quan chức cấp cao La Mã cổ) tại thời điểm ông được thăng chức. Procopius ca ngợi tính hòa nhã, sự thông mình và các khả năng nói chung của ông. Không giống như Hoàng đế Theodosian, Joannes thể hiện sự khoan dung với tất cả các giáo phái Thiên Chúa giáo. Dưới thời trị vì của ông, các lãnh thổ ở xứ Gaul của Đế chế thường không ổn định và có nhiều cuộc nổi loạn ở nơi đây. Tổng trấn Bonifacius, kiểm soát các tỉnh châu Phi, không công nhận danh hiệu Hoàng đế của Joannes và sự chi phối của ông này đối với các tỉnh ở châu Phi, thậm chí cả quyền cung cấp ngũ cốc cho Roma.
Joannes hy vọng rằng ông có thể đi đến một thỏa thuận với Hoàng đế Theodosius, nhưng khi Theodosius II bầu chọn Valentinian III làm Caesar đầu tiên, sau đó được làm đồng Hoàng đế như một Augustus (chắc chắn chịu ảnh hưởng của mẹ Valentinian là Galla Placidia), Joannes biết là ông chỉ có thể trông đợi một cuộc chiến tranh để giải quyết tình hình hiện giờ. Cuối năm 424, ông gửi một trong những người em của mình, nhưng đầy hứa hẹn là Aëtius làm sứ thần đến chỗ người Hung để tìm kiếm sự giúp đỡ về quân sự nhằm chống lại Valentinian III.
Trong khi Aëtius thực hiện sứ mệnh ngoại giao, thì quân đội của Đế chế Đông La Mã đã bỏ rơi vùng Thessalonica cho Ý, và sớm xây dựng một căn cứ của họ tại Aquileia. Các hành động quân sự không diễn ra như mong muốn của Joannes vì quân đồn trú ở Ravenna được Aspar, con của một viên chỉ huy Đông La Mã thuyết phục họ phản bội lại Hoàng đế để đổi lấy sự an toàn cho gia đình và sự đảm bảo về của cải được tặng thưởng. Sau đó Vị Hoàng đế thất trận bị quân lính phản bội giải tới Aquileia và xử chặt tay, tiếp đến ông bị diễu hành trên một con lừa ở trường đua ngựa phải chịu đựng những lời lăng mạ, xỉ nhục của dân chúng, cuối cùng ông bị xử trảm vào tháng 6 hoặc tháng 7 năm 425.
Ba ngày sau cái chết của Joannes, Aëtius giờ người đứng đầu quan trọng thống lĩnh quân đội người Hung trở lại nước Ý nhằm trả thù cho cái chết của vị Hoàng đế này. Sau một số trận giao tranh dữ dội, Placidia và Aëtius đã đi đến một thỏa thuận thiết lập các định chế chính trị tồn tại riêng biệt của Đế chế Tây La Mã trong suốt ba mươi năm tiếp theo. Người Hung được hối lộ để rời khỏi khu vực này, trong khi Aetius được thăng lên chức Magister militum (Tổng tư lệnh quân đội La Mã).